# 皮諾加納
皮諾加納（西班牙語：Pinogana），是巴拿馬的城鎮，位於該國東部，由達連省的皮諾加納區負責管轄，面積42.9平方公里，海拔高度48米，2010年人口405，人口密度每平方公里9.4人。